# Covertà
Covertà ist die zweite EP der US-amerikanischen Hard-Rock-/Heavy-Metal-Band Adrenaline Mob. Sie erschien am 8. März 2013 über Century Media.

## Entstehung
Ende November 2012 kündigte die Band an, für eine Wiederveröffentlichung ihres Debütalbums Omertà einige Coverversionen aufnehmen zu wollen. Diese Pläne wurden jedoch verworfen. Stattdessen wurde eine EP mit acht Coverversionen aufgenommen. Unter diesen Titel befinden sich einige der Lieblingslieder der beteiligten Musiker.
Aufgenommen wurde Covertà in den Sonic Stomp Studios in New York City, das dem Gitarristen Mike Orlando gehört. Produziert wurde Covertà von Mike Orlando, Sänger Russell Allen und dem Schlagzeuger Mike Portnoy. Gemischt und gemastert wurde die EP von Mike Orlando. Das Lied The Mob Rules, im Original von Black Sabbath, wurde bereits im Jahre 2011 auf der selbst betitelten EP veröffentlicht und nicht für die EP neu aufgenommen. 
Neben diesem Lied wurde auch Stand Up and Shout von Dio  bereits bei vielen Adrenaline-Mob-Konzerten gespielt. Das High Wire von der Band Badlands hatte Gitarrist Mike Orlando regelmäßig mit seiner instrumentalen Rockband Sonic Stomp aufgeführt.

## Titelliste
| Nr. | Titel                                | Originalinterpret | Länge |
| --- | ------------------------------------ | ----------------- | ----- |
| 1   | High Wire                            | Badlands          | 3:48  |
| 2   | Stand Up and Shout                   | Dio               | 3:35  |
| 3   | Break on Through (To the Other Side) | The Doors         | 3:01  |
| 4   | Romeo Delight                        | Van Halen         | 5:08  |
| 5   | Barracuda                            | Heart             | 4:12  |
| 6   | Kill the King                        | Rainbow           | 4:32  |
| 7   | The Lemon Song                       | Led Zeppelin      | 6:49  |
| 8   | The Mob Rules                        | Black Sabbath     | 3:17  |

## Rezeption
Rusty Rose vom Onlinemagazin Examiner bezeichnete Covertà als eine absolute Ausnahme von der Regel, dass „die meisten Coveralben, die in den letzten Jahren erschienen sind, nicht wert sind beachtet zu werden“.